# HMS Dainty (H53)
«Дейнті» (H53) (англ. HMS Dainty (H53) — військовий корабель, ескадрений міноносець типу «D» Королівського військово-морського флоту Великої Британії за часів Другої світової війни.

## Історія створення
«Дейнті» був закладений 20 квітня 1931 на верфі компанії Fairfield Shipbuilding and Engineering Company, в місті Глазго. 22 грудня 1932 увійшов до складу Королівських ВМС Великої Британії.